# Batrachoseps regius
Batrachoseps regius är en groddjursart som beskrevs av Jockusch, Wake och Kay P. Yanev 1998. Batrachoseps regius ingår i släktet Batrachoseps och familjen lunglösa salamandrar. IUCN kategoriserar arten globalt som sårbar. Inga underarter finns listade.